# XSkat
Bei XSkat handelt es sich um Freie Software, die es ermöglicht, das Kartenspiel Skat auf Unix-ähnlichen Betriebssystemen zu spielen. Die Software wurde jedoch auch auf nicht-unixartige Betriebssysteme, beispielsweise OS/2 oder Microsoft Windows portiert.

## Beschreibung
Der Anwender kann dabei lokal gegen Computergegner oder über das Netzwerk gegen menschliche Gegner im Internet spielen (wahlweise per IRC oder unter Unix via direktem Zugriff auf den entfernten X-Server). Die Software unterstützt auch die Protokollierung der Spiele mittels Logdateien, deutsches, französisches und vierfarbiges Blatt, sowie unterschiedliche Arten der Punktezählung. Die Spielstärke der Computergegner ist ebenso konfigurierbar wie bestimmte „Kneipenregeln“, also Abweichungen von der offiziellen Skatordnung, beispielsweise Ramsch, Bock, Kontra und Re.
XSkat wurde in das Skatprogramm Bernie integriert, welches den Algorithmus Upper Confidence Bounds Applied to Trees erstmals auf Spiele mit unvollständiger Information anwendet. Bernie simuliert dabei verschiedene mögliche Kartenverteilungen und lässt die so erzeugten Spiele von XSkat zu Ende spielen.
XSkat und Bernie stehen neben weiteren Skatprogrammen wie Kermit und Zoot auf dem Internationalen Skat Server (ISS) als Skatprogramm zur Verfügung. Ein Vergleich der Spielstärken der genannten Programme ist in einem Artikel der International Joint Conference on Artificial Intelligence von 2009 erschienen.